# EMVA
EMVA is een historisch Belgisch merk van bromfietsen en lichte motorfietsen.
EMVA stond voor: Eugène Muls en Antoine Vandenbrom.
In de jaren twintig produceerden zij fietsen en tandems in Luik. Vanaf 1949 bouwden zij in deze tandems Sachs-motoren van 98 cc.
In 1951 volgden al mooie 150cc-motorfietsjes, eveneens met een Sachs-blokje, dat in 1952 werd vergroot tot 175 cc. Volgens één bron (Receuil) werden voor de provincies Luik, Henegouwen en Luxemburg ook motorfietsen onder de naam Omega-Ilo gemaakt. In elk geval werden bij EMVA vanaf 1955 ILO-inbouwmotoren toegepast.
Omdat EMVA ook importeur van het Duitse merk Express was, werden ook deze motorfietsen van de merknaam "EMVA" voorzien. EMVA-motorfietsen werden ook als Ensia verkocht.